# Piruvato quinase

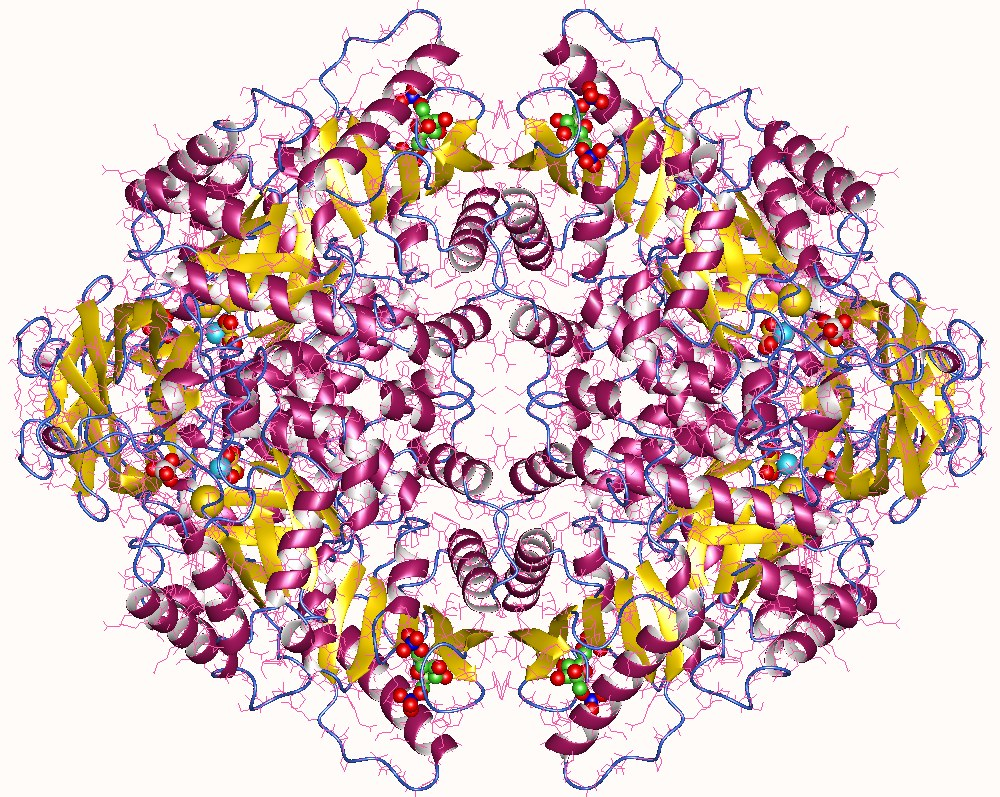
Piruvato quinase M2, tetramer, Human.

Piruvato quinase é a enzima que participa da décima etapa da glicólise: catalisa a transferência irreversível de um grupo fosfato do fosfoenolpiruvato (PEP) para o ADP, gerando uma molécula de piruvato e uma de ATP. Para que a reação ocorra, também é necessária a presença de um cátion bivalente (geralmente Mg2+) e um cátion univalente (preferencialmente K+).

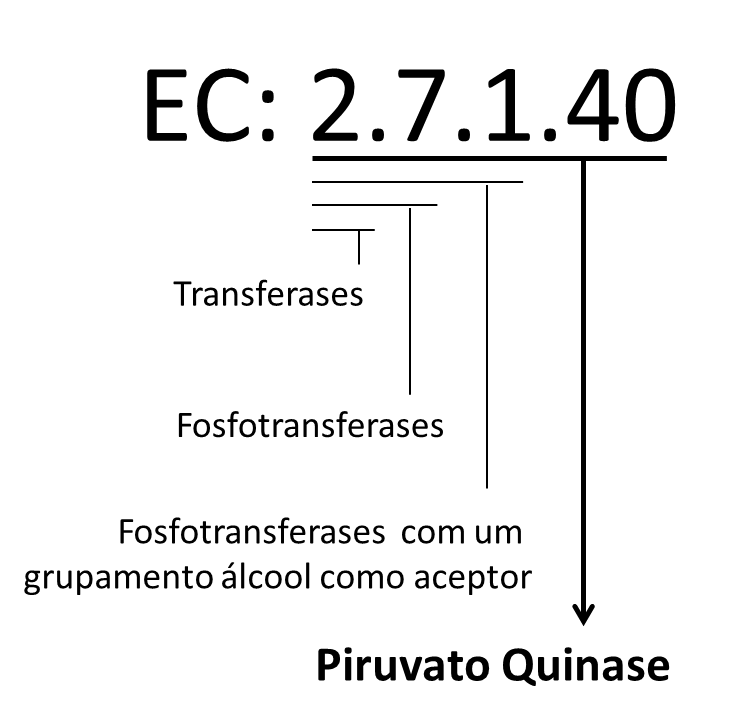
Classificação numérica (EC) da Piruvato Quinase.

## Ensaios
A detecção da atividade da piruvato quinase pode ser associada à concentração de produto formado. Um exemplo é a detecção de piruvato, um dos produtos da reação catalisada pela enzima, por colorimetria ou fluorimetria. Além da piruvato quinase, adiciona-se a piruvato oxidase à reação, que oxida o piruvato gerado produzindo cor (a λ = 570 nm) e fluorescência (a Ex/Em = 535/587 nm).

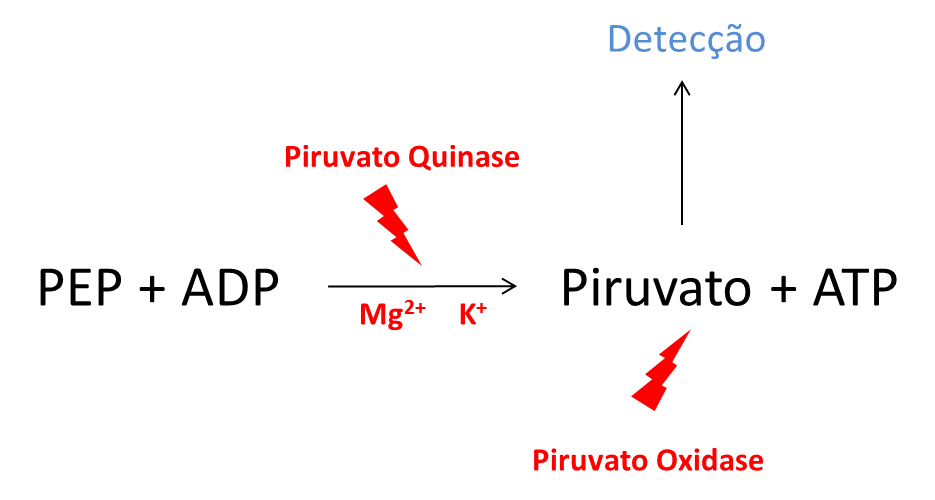
Resumo de uma das formas de detecção da Piruvato Quinase.

## Inibidores
Dentre os inibidores da piruvato quinase em humanos estão os produtos da reação catalisada por ela na glicólise - ATP e fosfoenolpiruvato -, além de frutose 1,6-bisfosfato, alanina, fenilalanina, cisteína, valina, ácido lisofosfatídico, oxalato, dentre outros.

## Purificação
Para a purificação de piruvato quinase utilizam-se vários passos que incluem cromatografia de troca iônica e afinidade.
Primeiramente, a enzima é isolada com o tecido, precipitada com sulfato de amônia e submetida a uma coluna de filtração em gel (para dessalinizar e carregar negativamente a amostra). Passa então por colunas catiônicas (cromatografia de troca iônica), onde grande quantidade de proteína é eluída com as lavagens. A eluição da piruvato quinase é feita utilizando-se efetores alostéricos, resultando em uma recuperação de 60% da enzima. Dentre os vários efetores alostéricos testados (tanto positivos quanto negativos) e de mais de um tipo de tampão, o mais efetivo na eluição da piruvato quinase e que não modificou significativamente sua atividade específica foi a frutose 1,6-bisfosfato (FBP). Também é possível separar as isoformas L e M da enzima, uma vez que só a L é eluída com o efetor alostérico. Este foi o primeiro trabalho que tornou possível a separação do complexo FBP e piruvato quinase, permitindo que o papel da FBP na piruvato quinase fosse avaliado. Até aquele momento, a separação das duas enzimas era difícil devido às suas propriedades cromatográficas muito similares.

## Efeito do pH na atividade da enzima
De acordo com a avaliação do comportamento da piruvato quinase em diferentes pHs, foi possível observar que seu pH ótimo é em torno de 7,2. Com o cálculo do log da velocidade máxima da reação catalisada pela enzima em faixas abrangentes de pH (de ácidos a alcalinos), obtém-se um padrão de curva sugestivo de dois grupos ionizáveis na enzima.

## Deficiência de Piruvato Quinase (PKD)
Visto que esta enzima é essencial principalmente para células que utilizam a glicólise como principal fonte de energia, como os neurônios e as hemácias, qualquer deficiência na via causa sérios danos e em alguns casos pode até ser fatal.
A deficiência de piruvato quinase foi descrita em 1961 e é uma doença autossômica recessiva. Em hemácias, por exemplo, resulta em anemia hemolítica congênita, na qual as células sofrem danos variados devido à falta de 50% de seu total de ATP, que seria produzido pela piruvato quinase. 
Em recém-nascidos, a hiperbilirrubinemia severa de causa não identificada deve ser sempre considerada como um possível indício de PKD. Crianças com PKD podem ser dependentes de transfusão por anos até a esplenectomia, ou mesmo depois da cirurgia. A anemia é controlada na fase adulta, mas em períodos de estresse, gravidez ou infecções agudas, pode ser exacerbada. A PKD é considerada em pacientes com hemólise ativa sem nenhuma sugestão de processo autoimune, defeitos na membrana das hemácias ou hemoglobinopatia. 
Sem um histórico familiar, o diagnóstico da PKD torna-se complicado. O teste de piruvato quinase é, historicamente, o padrão ouro no diagnóstico da doença, mas só recentemente vem sendo inserido o teste do gene PK-LR (gene da isoforma R de piruvato quinase, a isoforma suscetível à PKD e presente em fígado e eritrócitos). 
Outras complicações podem advir da PKD, como hematopoiese extramedular, incluindo lesões que causam compressão da medula espinhal.
Acredita-se que futuramente terapias gênicas estarão disponíveis para o tratamento da doença em humanos, uma vez que estudos em camundongos com vetores virais contendo o gene da piruvato quinase de fígado humano, resultam em expressão prolongada de piruvato quinase nas células vermelhas e órgãos hematopoiéticos. Além disso, um ativador farmacológico da piruvato quinase de células vermelhas está nos estágios iniciais de testes clínicos.